# Sveriges ambassad i Mexico City
Sveriges ambassad i Mexico City är Sveriges diplomatiska beskickning i Mexiko som är belägen i landets huvudstad Mexico City. Beskickningen består av en ambassad, ett antal svenskar utsända av Utrikesdepartementet (UD) och lokalanställda. Ambassadör sedan 2021 är Gunnar Aldén. Ambassaden ligger på adressen Paseo de las Palmas 1375 i colonia Lomas de Chapultec i distriktet Miguel Hidalgo. I närheten av ambassaden återfinns residenset, även det beläget på Paseo de las Palmas.

## Historia
Sverige och Mexiko har haft diplomatiska relationer sedan 1850. År 1913 inrättades en befattning som chargé d'affaires i Mexiko. På 1940-talet tillhörde Costa Rica, Guatemala, Honduras, Nicaragua, Panamá och El Salvador Mexikos verksamhetsområde. Beskickningen bestod under denna tid av ett sändebud och en förste kanslist. År 1956 ackrediterades en ambassadör i Mexiko. Under senare tid låg ett antal honorärkonsulat under ambassaden i Mexiko: Acapulco, Cancún, Guadalajara, Monterrey, Veracruz , Tampico och Tijuana. De svensk-mexikanska relationerna är mycket goda. Svensk-mexikanska handelskammaren i Mexico City invigdes 1992 och sedan 2003 finns ett Exportrådskontor i Mexiko. Idag finns även ett honorärkonsulat i Cancún, Guadalajara, Monterrey, Tijuana och Veracruz

## Fastighet
Byggnaden uppfördes 1946 och består av fyra våningsplan och har vitputsad fasad. De första ägarna hette Aida och David Egea de Naval. De köpte tomten från Nueva Chapultepec Heights Company. År 1989 sålde paret huset och 1994 var det återigen till salu. Fastigheten inköptes då för svenska statens räkning. Huset genomgick en omfattande renovering och ombyggnad, då den fram till 1994 tjänat som familjebostad. Arkitekt för ombyggnaden var Thord Hallström, BSK Arkitekter.
Ambassadörens bostad byggdes 1935 för en läkares räkning. År 1954 köptes fastigheten av svenska staten genom Stig Engfeldt, som var chargé d’affaires i Mexico City vid den tidpunkten. Huset består av fyra våningsplan och är byggt i putsat tegel. I salong och matsal finns stora fönster som vetter ut mot den vackra trädgården. På tomten finns även en pool.

### Ambassadbyggnaden
- Byggår: Ambassad 1946, ombyggnad 1994. Ambassadörsbostad 1934
- Arkitekt: Ombyggnad BKS Arkitekter AB, Thord Hallström
- Besöksadress ambassaden: Paseo de las Palmas 1375. Ambassadörsbostaden: Paseo de las Palmas 1215. Båda ligger i området Lomas de Chapultepec
- Hyresgäst: Utrikesdepartementet
- Förvaltare: Helen Axelsson, Statens fastighetsverk

## Beskickningschefer
| Namn                             | Period    | Funktion               | Anmärkning                                                                                      |
| -------------------------------- | --------- | ---------------------- | ----------------------------------------------------------------------------------------------- |
| Nils Erik Wilhelm af Wetterstedt | 1864–1867 | Envoyé                 |                                                                                                 |
| Folke Cronholm                   | 1913–1916 | Chargé d’affaires      |                                                                                                 |
| Gylfe Anderberg                  | 1916–1921 | Chargé d’affaires      |                                                                                                 |
| Gylfe Anderberg                  | 1921–1937 | Envoyé                 | Sidoackrediterad till Kuba samt Guatemala och Panama (från 1930).                               |
| Vilhelm Assarsson                | 1937–1940 | Envoyé                 | Sidoackrediterad till Costa Rica, Kuba, Guatemala, El Salvador, Honduras, Nicaragua och Panama. |
| Rolf Arfwedson                   | 1940–1943 | Chargé d’affaires      |                                                                                                 |
| Herbert Ribbing                  | 1943–1948 | Envoyé                 | Sidoackrediterad till Costa Rica, Guatemala, Honduras, Nicaragua, Panama och El Salvador.       |
| Claes Westring                   | 1949–1952 | Envoyé                 | Sidoackrediterad till Costa Rica, Guatemala, Honduras, Nicaragua och El Salvador.               |
| Sven Grafström                   | 1952–1955 | Envoyé                 |                                                                                                 |
| Stig Gunnar Martin Engfeldt      | 1955–1955 | Chargé d’affaires t.f. |                                                                                                 |
| Lennart Nylander                 | 1955–1956 | Envoyé                 | Sidoackrediterad till Guatemala.                                                                |
| Lennart Nylander                 | 1956–1962 | Ambassadör             | Sidoackrediterad till Guatemala.                                                                |
| Tord Göransson                   | 1962–1969 | Ambassadör             | Sidoackrediterad till Havanna.                                                                  |
| Carl-Henric Nauckhoff            | 1969–1972 | Ambassadör             | Sidoackrediterad till Havanna.                                                                  |
| Carl Swartz                      | 1972–1980 | Ambassadör             |                                                                                                 |
| Karl-Anders Wollter              | 1980–1985 | Ambassadör             |                                                                                                 |
| David Wirmark                    | 1985–1991 | Ambassadör             |                                                                                                 |
| Bo Henrikson                     | 1992–1996 | Ambassadör             |                                                                                                 |
| Karin Ehnbom-Palmquist           | 1997–2000 | Ambassadör             |                                                                                                 |
| Ewa Polano                       | 2001–2006 | Ambassadör             |                                                                                                 |
| Anna Lindstedt                   | 2006–2011 | Ambassadör             |                                                                                                 |
| Jörgen Persson                   | 2012–2016 | Ambassadör             |                                                                                                 |
| Annika Thunborg                  | 2016–2021 | Ambassadör             |                                                                                                 |
| Gunnar Aldén                     | 2021–idag | Ambassadör             |                                                                                                 |